# Claude av Valois
Claude av Valois, född på slottet i Fontainebleau 12 november 1547, död 21 februari 1575 i Nancy, var en fransk prinsessa och en hertiginna av Lothringen genom giftermål. Hon var dotter till kung Henrik II av Frankrike och Katarina av Medici. 
Hon gifte sig elva års ålder 19 januari 1559 med hertig Karl III av Lothringen.
Claude led av puckelrygg och klumpfot och beskrivs som en diskret och tillbakadragen person. Hon var sin mors favorit, och de besökte ofta varandra vid respektive hov efter hennes giftermål. 
Under Bartolomeinatten försökte Claude varna sin syster Margareta av Valois för den fara hon riskerade att utsättas för. Claude avled i barnsäng.

## Barn
- Henrik II av Lothringen (1563–1624)
- Christina av Lothringen (1565–1637), gift med Ferdinand I av Toscana
- Charles (1567–1607), kardinal av Lothringen och biskop av Metz (1578–1607), biskop av Strasbourg (1604–1607)
- Antoinette (1568–1610), gift med Johan Wilhelm av Jülich-Kleve-Berg.
- Anne (1569–1576)
- Frans II av Lothringen (1572–1632)
- Catherine (1573–1648), abbedissa i Remiremont
- Elisabeth Renata (1574–1635), gift med Maximilian I, kurfurste av Bayern
- Claude (1575–1576)